# Pribina (sýr)
Pribina je český sýr, vyráběný v Československu od roku 1973. Firma TPK Pribina vyrábí několik variant tohoto měkkého taveného sýra. 

## Historie
Tradice tohoto druhu sýra vznikla v Československu roku 1933.
Název Pribina vznikl až roku 1948 u mlékárny v Přibyslavi na Vysočině. Dříve se jmenovala Mlékařské a pastevní družstvo, s. r. o. V roce 1976 byl samostatný závod Pribina zrušen a začleněn pod Havlíčkův Brod. Od roku 1993 je tato mlékárna spolu s řadou dalších v Česku součástí francouzské rodinné firmy Savencia Fromage & Dairy, jejíž české sídlo je v Hodoníně.

## Varianty Pribiny
Tavené sýry mají plnou a bohatou chuť a snadno je lze na pečivo rozetřít. Na trh se dostávají v kelímcích či krabičkách různých tvarů a gramáže. Obsah se u různých variant liší, nicméně základem je vždy mléko a smetana. Bývá přidána sušina, ementál či Eidam, jindy máslo, sůl a další příměsi. Obchodní názvy se časem vyvíjejí, mění.